# ملكة العقبان الشرقية
ملكة العقبان الشرقية أو خَاطِيَة أو خَائِتَة أو عقاب قيصرية (تُسمى خطئًا بالعقاب الملكية) طائر جارح من فصيلة البازية.

## الشكل
ملكة العقبان الشرقية عقاب كبيرة الحجم، إذ يتراوح طولها ما بين 78 إلى 83 سنتمتراً، والمسافة بين جناحيها مابين 1.8 إلى 2.16 متر، ووزنها ما بين 2.45 إلى 4.55 كيلوغرام، والإناث أكبر حجمًا من الذكور بقليل. وهي تشبه ملكة العقبان الإسبانية قليلًا، ولكن الريش الأبيض الذي على كتفيها أقل بكثير، كما أنها أكبر حجمًا بقليل.

## الموطن
تعيش في المناطق الممتدة من جنوب شرق أوروبا إلى آسيا الوسطى، معظم أفرادها طيور مهاجرة، وتقضي شتاءها في شمال شرق أفريقيا وجنوب آسيا وشرقها. الموطن المفضل لهذه العقاب هو المناطق المفتوحة ذات الأشجار والغابات القليلة، فهي على عكس كثير من أنواع العقبان لا تعيش في الجبال أو الغابات الواسعة أو السهول عديمة الأشجار وتفضل الإقامة فترة طويلة في نفس المكان، ولا تغيرها إلا إذا هددها خطر خارجي. وهي تبني أعشاشًا كبيرة الحجم تتناسب مع حجمها، تصل في طولها أحيانا إلى أكثر من مترين. تفضل هذه العقبان بناء أعشاشها على غصن شجرة غابة ضخمة غير محاطة بأشجار أخرى، وذلك لتتمكن من رؤية المناطق المحيطة من خلال عشها بوضوح، أو في فجوات الجبال وتقوم هذه العقاب بانتزاع أغصان الشجر لبناء العش، كما تقوم بإضافة العشب والريش لتجعل عشها مريحا، وفي حالات نادرة جدا تبني هذه العقاب عشها على الأرض أو على حافات الصخور.

## التصنيف

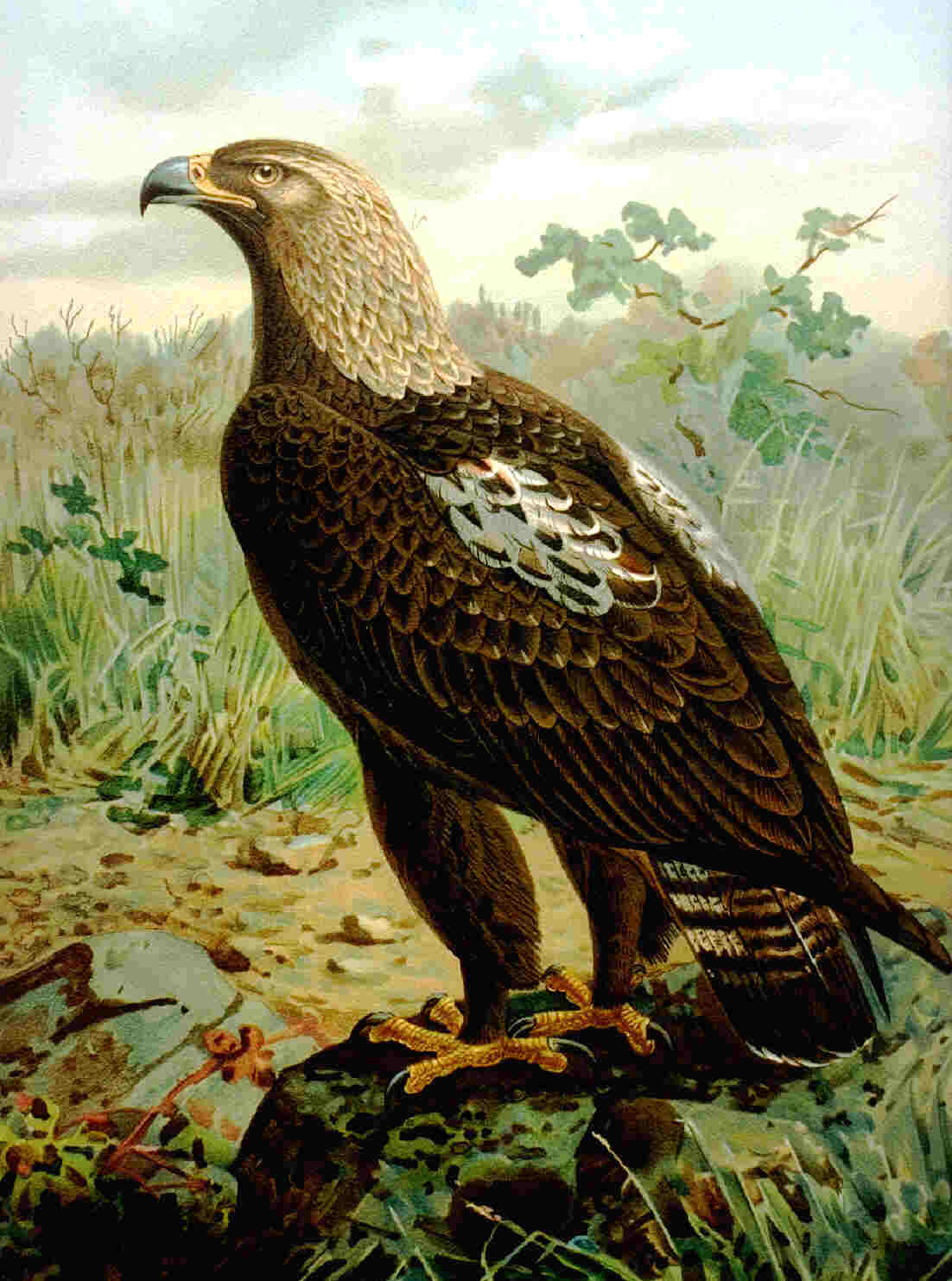
ملكة العقبان الشرقية

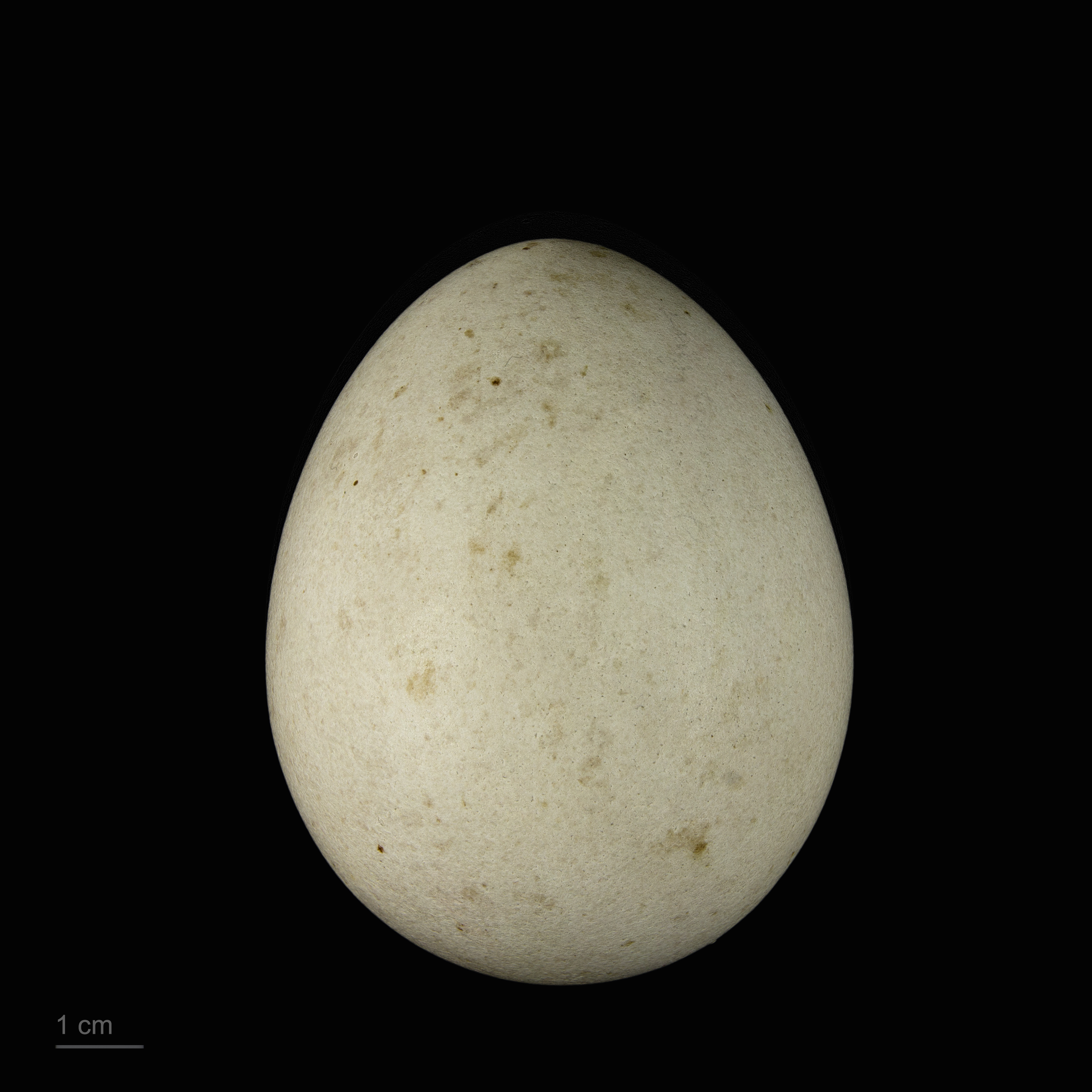
Aquila heliaca

هناك نوع آخر من العقبان اسمه ملكة العقبان الإسبانية (تعيش في إسبانيا والبرتغال)، وقد كان هذان النوعان سابقا يصنفان على أنهما نوع واحد، وكان كل منهما يسمى "ملكة العقبان"، إلا أن النوعان قد فصلا بسبب وجود اختلافات تشكلية وبيئية واختلافات في الخصائص الجزيئية.

## خطر الإنقراض
ملكة العقبان الشرقية مهددة بالانقراض في أوروبا، فقد اختفت تقريبا من كثير من المناطق التي كان تسكنها قديمًا مثل المجر والنمسا، إذ إن عدد هذه العقبان في المجر يساوي 105 أزواج فقط.
في شهر آذار (شهر 3) أو نيسان (شهر 4) تضع الأنثى بيضتين أو ثلاثة، وتفقس هذه البيوض بعد 43 يومًا تقريبا، وتغادر عشها بعد 60 إلى 77 يومًا، وعادة ينجو صغير واحد فقط ويغادر العش، أما الآخرون فيموتون قبل اكتمال نمو الريش.

## الغذاء
تتغذى ملكة العقبان الشرقية أساسيا على حيوانات القواع الأوروبية والأقداد الأوروبية وطيور التدرج، إضافة إلى كثير من الطيور والثديات الأخرى.